# محمد أباد عندليب
محمد أباد عندليب هي قرية في مقاطعة كاشمر، إيران. عدد سكان هذه القرية هو 62 في سنة 2006.